# Arthur Currie
Pour les articles homonymes, voir Currie.
Arthur Currie (1875-1933) est un militaire canadien, le premier commandant national du corps expéditionnaire canadien au cours de la Première Guerre mondiale. Sous ses ordres, les soldats canadiens remportent nombre de batailles importantes notamment la bataille de Vimy et la bataille d'Amiens.

## Biographie

### Enfance
Arthur Currie (son nom de naissance est « Curry ») est né le 5 décembre 1875 dans le hameau de Napperton, en Ontario, juste à l'ouest de Strathroy, il est le fils de William Garner Curry et de Jane Patterson.
Il effectue une partie de ses études à l'Institut Strathroy District Collegiate et fréquente brièvement l'université de Toronto avant de partir en Colombie-Britannique en 1894.

### Début de carrière
Pendant cinq ans, il est enseignant dans des écoles publiques à Sidney et à Victoria. Durant cette période, il change l'orthographe de son nom de Curry en « Currie ». Le 6 mai 1897, il rejoint le 5e régiment canadien d'Artillerie de forteresse comme mitrailleur. En 1900, il atteint le grade de caporal.

Il lui est proposé un brevet d'officier, lui permettant d'élever son statut social. Cette promotion est à double tranchant, il doit en effet prendre à sa charge le coût de son uniforme et doit faire don d'une partie de son salaire au mess des officiers. Avec son faible salaire d'enseignant et son futur mariage avec Lucy Chaworth-Musters et les coûts de sa promotion, il décide de changer de métier en travaillant dans la finance, après plusieurs années il devient directeur provincial de la Société d'assurance-vie nationale.

Currie prend à cœur ses fonctions au sein de la milice, il s'intéresse particulièrement à l'artillerie et au tir de précision. Il est promu au grade de capitaine en 1902, puis au grade de major en 1906. Durant cette période, il forme avec  R. A. Power la société Currie & Power. Ils investissent massivement dans l'immobilier lors du boom de la spéculation foncière. En septembre 1909, il devient lieutenant-colonel, commandant le 5e régiment canadien d'Artillerie de forteresse.
En 1913, alors que Currie participe à la création d'un nouveau régiment de milice, la bulle immobilière spéculative s'effondre et laisse Currie avec des biens sans valeurs et avec des dettes importantes. Il est proposé pour commander le 50e (Gordon Highlanders of Canada) régiment comme lieutenant-colonel. Le coût des nouveaux uniformes et des bons pour le mess des officiers s'ajoutent à ses difficultés financières. Devant le risque d'une faillite personnelle et d'une disgrâce dans la milice, Currie détourne 10 833,34 $ de fonds gouvernementaux destinés aux uniformes du régiment dans ses comptes personnels pour payer ses dettes. Il compte sur la promesse du colonel honoraire Coy William de verser 35 000 $ au régiment. Mais cette promesse est restée sans suite mettant au jour les malversations de Currie. Ce dernier suit des cours au sein de l'état major de la milice qui sont validés en mars 1914.

### Première Guerre mondiale
Garnet Hughes, le fils de Sam Hughes, le ministre canadien de la Milice du gouvernement de Robert Borden est troisième de la hiérarchie des "Gay Gordons". Observant Garnet Hughes lors d'exercices de milice, Currie constate que Hughes bien qu'élève-officier brillant au Collège militaire royal du Canada, est incompétent pour diriger des hommes et dans l'incapacité d'avoir un commandement militaire.
Au début de la Première Guerre mondiale, Sam Hughes distribue des postes de commandement à des amis et à des connaissances au sein de la 1re division de la Force expéditionnaire du Canada. Il propose à Currie, le commandant de son fils, le commandement de la 2e brigade. Cependant, Currie décline l'offre et préfère rester à Victoria pour résoudre ses problèmes financiers. Il change d'avis à la demande de Garnet Hughes. Sam et Garnet Hughes sont ainsi responsables de l'envoi à l'étranger de Currie et de sa réussite, avant qu'ils deviennent des ennemis implacables de Currie à partir de la bataille de la Somme jusqu'à la fin de la guerre. La promotion de Currie au grade de brigadier-général est confirmée le 29 septembre 1914.

Le premier ministre Borden est mis au courant des malversations financières de Currie quand la 1re division atteint l'Angleterre. Il décide de temporiser et de ne pas rapatrier Currie au Canada.

#### Seconde bataille d'Ypres
La 1re division d'infanterie canadienne passe l'hiver 1914-1915 à s'entraîner en Angleterre, elle est envoyée en France en février 1915. Après une nouvelle période de formation pour préparer les troupes aux réalités du combats dans les tranchées, la 1re division est affectée dans le saillant d'Ypres le 17 avril 1915. Cinq jours plus tard, les Allemands utilisent pour la première fois sur le front de l'ouest des gaz de chlore sur les troupes territoriales et coloniales françaises. Ces troupes se retirent ou meurent laissant un trou de 7 km dans les lignes alliées.

Avec cette situation délicate, Currie prouve sa valeur comme officier de combat. Malgré le gazage et la destruction de son quartier général de brigade, il continue à diriger ses troupes au plus près et s'adapte à la situation nouvelle, il met en place une défense fluide et agressive qui permet d'éviter la percée. Currie retourne à l'arrière du front et réquisitionne deux régiments britanniques de renforts. Après plusieurs jours de combats acharnés, les contre-attaques alliées rétablissent une ligne défensive stable, empêchant la percée allemande.

#### Bataille de la Somme
Les troupes canadiennes ne prennent pas part aux combats de juillet de la bataille de la Somme. Elles sont en revanche impliquées dans les combats d'automne. Contrairement à la plupart des officiers supérieurs, Currie n'a aucune illusion sur les effets d'un assaut frontal. Il devient spécialiste des attaques locales à objectifs limitées et dans la conservation du terrain conquis face aux contre-attaques allemandes. Il tente de limiter au maximum les pertes humaines. À la fin du mois de novembre, les Canadiens prennent tous les objectifs attribués, mais au prix de 24 000 pertes.

Currie perd les faveurs de Sam et de Garnet Hughes. Sam Hughes, le ministre canadien de la milice, souhaite voir son fils Garnet Hughes à la tête d'une division. Mais Currie, après avoir vu le comportement de Garnet Hughes lors de la seconde bataille d'Ypres et l'ayant jugé incompétent, refuse. Devant l'influence grandissante de Currie, Sam Hughes n'a pas les moyens de le contraindre à cette nomination. Il décide de se venger en utilisant son siège à la Chambre des Communes pour attaquer Currie et ses actions, prudent il ne répète aucun des propos tenus à la Chambre à l'extérieur. Cette vendetta dure jusqu'à la mort de Sam Hughes.

#### Bataille de la crête de Vimy
À la fin de 1916, quatre divisions canadiennes sont présentes sur le front de l'Ouest. Elles sont regroupées au sein du Corps canadien sous le commandement de Sir Julian Byng. Le Haut Commandement britannique informe Byng que son corps d'armée aura un rôle central dans la future offensive de printemps dans la région d'Arras.

Près des villages de Vimy et de Petit-Vimy se trouve une crête de calcaire qui domine la région de Douai. En 1914, les Allemands prennent possession de la crête et l'organisent défensivement. Plusieurs tentatives françaises puis anglaises de reprises de cette crête ont été entreprises sans succès. Dans le cadre de l'attaque prévue autour d'Arras au printemps 1917, les troupes canadiennes sont chargées de la prise de cette crête en 8 heures.
Byng demande à Currie d'étudier le déroulement et la conception de la bataille de la Somme ainsi que la bataille de Verdun  en allant interroger aussi bien des officiers supérieurs que des officiers subalternes qui ont participé physiquement aux combats. Currie note les écarts entre les croyances des officiers supérieurs et les réalités du terrain décrites par les officiers subalternes. Le 20 janvier 1917, Currie commence une série de réunions avec les différents officiers supérieurs canadiens pour présenter les points clés de la bataille à venir :
- l'artillerie doit écraser les tranchées adverses et détruire les défenses accessoires comme les barbelés ;
- le barrage roulant censé accompagner et protéger l'infanterie doit être perfectionné pour être réellement efficace ;
- la contre-batterie chargée de réduire au silence l'artillerie adverse doit être développée ;
- chaque soldat doit connaître les objectifs qui lui sont assignés pour pouvoir agir en cas de pertes des sous-officiers ;
- les troupes d'attaque doivent s'approcher au plus près des lignes adverses avant le début du combat.

Les troupes canadiennes commencent alors l'entraînement. Chaque soldat connaît les objectifs de son unité, il dispose d'une carte miniature du champ de bataille. Tous les hommes s’entraînent sur un champ de bataille reconstitué à l'arrière pour régler la marche de l'infanterie et le barrage roulant. Les troupes du génie construisent de nombreux tunnels, routes et voies ferrées en vue de la bataille. Dans le même temps, les actions de contre-batteries sont réalisées sous le commandement d'Andy McNaughton et utilisent de nouvelles techniques de détection fondées sur le son et la lumière émis par le canon lors de son utilisation. Ces techniques permettent la destruction de 83 % des pièces allemandes avant le début de l'attaque.

À 5 h 30 du matin, le 9 avril 1917, un impressionnant barrage d'artillerie commence. Trente mille soldats canadiens sortent des tranchées et des tunnels au milieu d'une tempête de neige et marchent lentement derrière un rideau d'obus détruisant tout sur son passage. Les soldats allemands sont capturés directement dans leurs abris. Les trois lignes de tranchées sont rapidement prises. À 12 h 30, les soldats canadiens ont atteint la crête de Vimy. À la fin du 12 avril, la crête est complètement aux mains des troupes canadiennes, pour un coût de 12 004 victimes, dont 3 978 tués.

La bataille d'Arras ne permet pas la percée du front, malgré le succès des Canadiens. Currie est reconnu comme le principal responsable de ce succès. Il est fait Chevalier Commandeur de l'Ordre de Saint-Michel et Saint-Georges à l'occasion de l'anniversaire du roi George V du 4 juin 1917. À la mi-1917, Byng devient le commandant de la 3e armée britannique, Currie est nommé lieutenant-général à titre temporaire le 9 juin 1917 et reçoit le commandement de l'ensemble du Corps canadien.

Quand Currie devient commandant du corps canadien, le gouvernement canadien apprend les malversations financières de Currie. Pour résoudre cette affaire, ce dernier emprunte à deux subordonnés David Watson (en) et Victor Odlum de l'argent pour rembourser les sommes détournées au 50e régiment.

#### Bataille de la cote 70
Le Haut commandement britannique souhaite une diversion pour pouvoir déclencher la bataille de Passchendaele. Il ordonne à Currie de prendre la ville de Lens avec le corps canadien. Cette ville est un nœud ferroviaire stratégique pour les Allemands. Après avoir analysé le terrain, Currie décide d'attaquer plutôt le point dominant de la zone appelée colline 70 que la ville de Lens elle-même. Il considère également que les Allemands seront dans l'obligation de reprendre la colline s'ils veulent conserver la ville de Lens. Haigh valide le changement d'objectif proposé par Currie mais craint que l'attaque soit particulièrement meurtrière en raison des casemates et des nombreuses tranchées présentes.

Currie souhaite le même niveau de préparation que pour la bataille de la crête de Vimy. Une nouvelle fois, les troupes étudient les cartes et s'entraînent à synchroniser leur déplacement avec le barrage roulant. Après plusieurs heures de bombardement des lignes allemandes, l'assaut est déclenché à 4 h 25. La 3e division canadienne en réserve, les 1re, 2e et 4e divisions canadiennes prennent la colline en 20 minutes. Les Canadiens commencent à fortifier la colline, les Allemands lancent la première contre-attaque à 9 h. Durant les 3 jours suivants, les Canadiens subissent 21 contre-attaques parfois accompagnées de bombardements aux gaz et d'attaque aux lance-flammes. Le 18 août 1917, les réserves en nourriture, boisson et munitions sont très faibles mais les Allemands renoncent à reprendre la colline et ne peuvent plus utiliser Lens comme nœud ferroviaire.

#### Bataille de Passchendaele
La troisième bataille d'Ypres, également nommée bataille de Passchendaele, est une tentative de Sir Douglas Haig au cours de l'été 1917 pour « user » les Allemands et percer leurs lignes par une série d'attaques successives. L'objectif est le nœud ferroviaire de Roulers, derrière la crête de Passchendaele. Cette bataille est dominée par un duel d'artillerie arbitré par les conditions météorologiques. Haig considère qu'une fois la crête de Passchendaele conquise, les Allemands seraient contraints de quitter l'ouest de la Belgique les empêchant ainsi d'utiliser les ports belges pour la guerre sous-marine.

La bataille débute le 31 juillet 1917, les premiers bombardements détruisent les fossés et canaux de drainage et transforment le champ de bataille en bourbier. L'été particulièrement pluvieux transforme la zone en une mer de boue où les caillebotis en bois sont les seuls moyens de traverser la zone et où de nombreux soldats meurent noyés lors de cette bataille. Les troupes allemandes utilisent une défense en profondeur formée de nombreux bunkers se couvrant mutuellement, camouflés et résistants au tir direct d'artillerie.

L'attaque de la 5e armée britannique, sous les ordres de Gough, déclenchée au mois d'août 1917 est rapidement enrayée avec un coût humain de plusieurs dizaines de milliers de victimes. De nouvelles attaques sont déclenchées à la fin du mois de septembre par la 2e armée de Plumer, le temps plus sec permet aux troupes anglaises d'atteindre le plateau de Gheluveld. Au début du mois d'octobre 1917, une percée du front semble envisageable. Les troupes de l'ANZAC tentent de percer le front, mais avec le retour de la pluie elles sont sacrifiées pour un résultat nul. Haig lance le Corps d'armée canadien dans la bataille pour la poussée finale. Après avoir examiné le champ de bataille, Currie conteste la décision indiquant que le village sans importance stratégique ne peut être pris à moins de 16 000 victimes canadiennes. Haig rencontre les officiers du Corps Canadien Corps et leur demande de prendre le village, tout en admettant que Currie est opposé au plan initial. Finalement après avoir obtenu d'Haig un soutien en artillerie très important, Currie accepte d'attaquer. Le corps canadien est mis à la disposition de la 2e armée de Plumer avec qui Currie s'entend bien et non avec la 5e armée de Gough avec lequel il a des rapports tendus depuis la bataille de la Somme.

Currie prépare l'attaque canadienne en allant avec des officiers supérieurs reconnaître les objectifs. L'artillerie allouée au corps canadien passe de 320 pièces à 587 pièces pour détruire les bunkers et réaliser une contre-batterie efficace. Il fait fabriquer des étuis pour protéger les fusils et les mitrailleuses de la boue, il ordonne également de couper des arbres afin de réaliser davantage de caillebotis. Enfin il établit un barrage de mitrailleuses lourdes pour bloquer l'envoi de renfort et de matériel aux lignes allemandes.

Le 20 octobre 1917, l'offensive canadienne débute, il s'agit d'une série d'attaques limitées suivies de pause pour contenir les contre-attaques allemandes. Le 30 octobre 1917, le corps canadien soutenu par deux divisions britanniques atteint le village de Passchendaele sous une pluie battante. Pendant cinq jours les troupes tiennent la nouvelle ligne de front sous les bombardements intenses et les contre-attaques, avec de la boue jusqu'à la taille. Le 11 novembre 1917, la bataille de Passchendaele prend fin, Les Canadiens ont conquis le village au prix de 15 654 victimes, dont 4 028 tués dans une victoire à la Pyrrhus. La percée tant attendue ne s'est jamais produite, la défense en profondeur des Allemands leur permet d'ajouter de nouvelles lignes de tranchées lorsque l'une d'entre elles est prise empêchant ainsi la percée.

#### Offensive des Cent-Jours
Au printemps 1918, les Allemands lancent une série d'actions offensives en Picardie, dans les Flandres et au Chemin des Dames. Après plusieurs semaines de combats, leurs attaques sont enrayées. En été, la contre-offensive alliée est déclenchée. Les troupes canadiennes sont déplacées au sud d'Amiens pour rejoindre les troupes australiennes de John Monash. Currie masque les mouvements de son corps d'armée en envoyant vers Ypres deux bataillons et une unité de radio chargés de leurrer les Allemands.

Le 8 août 1918, une attaque de la 3e armée de Rawlinson sans la préparation d'artillerie initiale est lancée accompagnée de tanks, c'est une surprise totale pour les troupes allemandes qui reculent de plus de 18 km en une journée. Après trois jours de combats très durs, les Allemands sont rejetés sur leurs tranchées de départ sur la ligne Hindenburg.

Les troupes canadiennes sont retirées du front et sont stationnées dans la Somme. Le 2 septembre 1918, elles attaquent et percent la ligne Hindenbourg au niveau des villages de Drocourt et de Quéant rejetant les Allemands au-delà du canal du Nord. Trois semaines plus tard, Currie propose une attaque en faisant traverser le canal du Nord à la totalité de son corps d'armée sous les feux adverses. Après l'accord de Haigh, les troupes canadiennes sous la protection d'un barrage d'artillerie sans précédent prennent pied de l'autre côté du canal et enlèvent trois lignes de tranchées. La ligne Hindenburg est définitivement percée, l'Armée allemande organise une retraite contrôlée. Currie est ensuite chargé d'attaquer Cambrai qu'il conquiert le 11 octobre 1918, puis des attaques dans les régions de Valenciennes et de Mont Houy empêchent les Allemands de s'organiser défensivement.

Le 10 novembre 1918, Currie prend sa décision la plus controversée de la guerre, il ordonne au corps d'armée canadien d'attaquer la ville de Mons, malgré les rumeurs d'armistice. La ville de Mons est libérée dans la matinée du 11 novembre, à 10 h 58 du matin, George Lawrence Price est tué par des tirs de snipers, il est le dernier Canadien, et peut-être le dernier soldat allié, à mourir durant la Grande Guerre. Deux minutes plus tard, la guerre se termine. La libération de Mons les 10-11 novembre coûte 280 victimes au corps canadien, même si Price est le seul Canadien tué le dernier jour de la guerre.

Des années plus tard, Currie a justifié l'attaque de Mons, en précisant qu'il a obéi aux ordres du Général en chef Foch, que les rumeurs d'un armistice ont existé les deux semaines précédentes avec des modalités inconnues. De nombreux officiers alliés comme allemands ont continué le combat persuadés que les frontières seraient établies où les armées se tenaient quand l'armistice serait déclaré.

### Après guerre

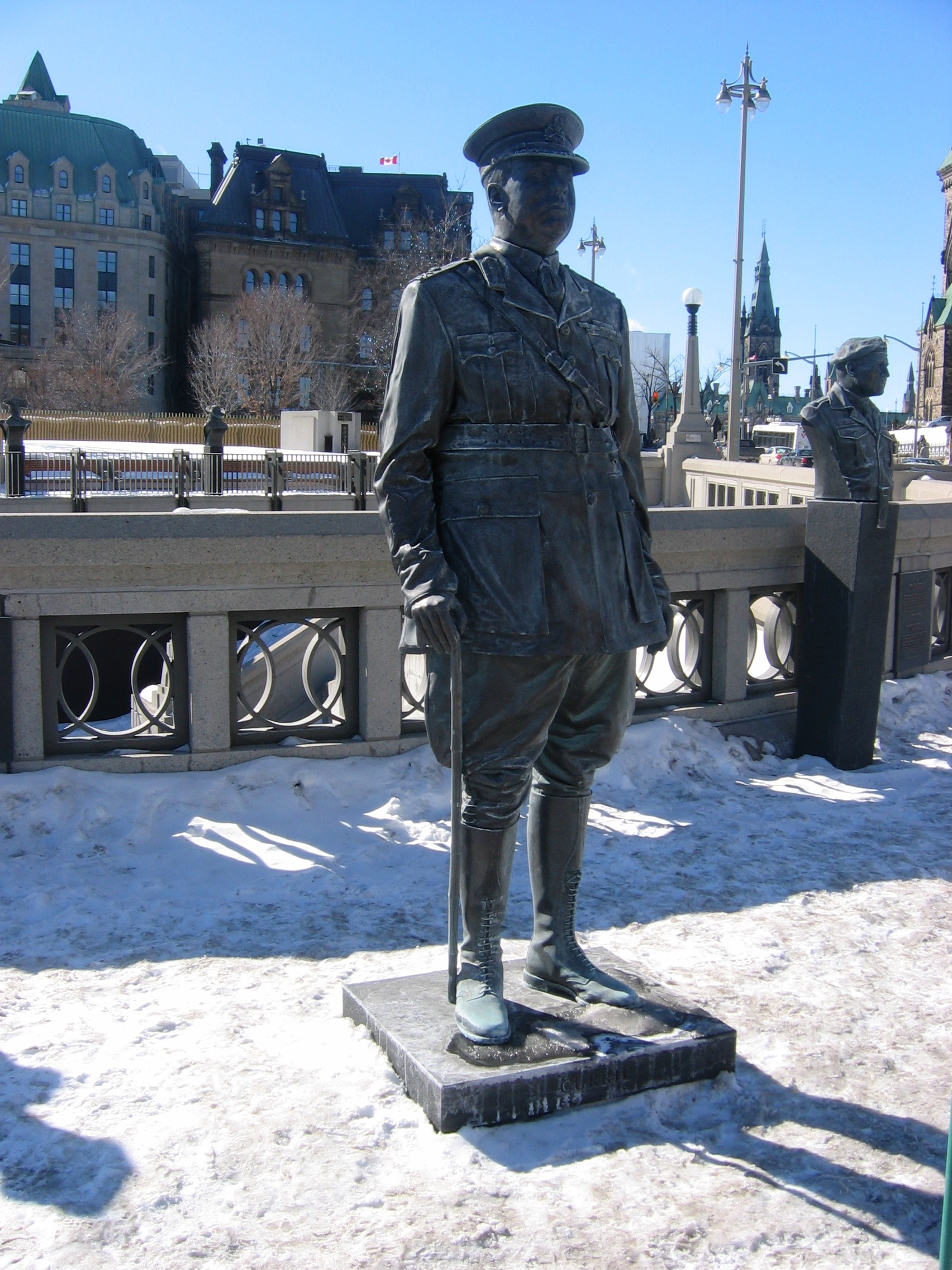
Statue d'Arthur Currie au Monument aux Valeureux à Ottawa.

Pendant la guerre, Currie a toujours refusé de donner un poste de commandement opérationnel à Garnet Hughes considérant qu'il serait un danger pour ses hommes. Garnet Hughes est nommé Brigadier-Général en 1918, il termine la guerre à Londres dans une obscure administration. Sir Sam Hughes, ne fait plus partie du gouvernement canadien à partir de 1916, mais il continue à utiliser son siège à la Chambre des communes pour attaquer la réputation de Currie. Après la mort de Sam Hughes en 1921, son fils Garnet Hughes continue les attaques contre Currie dans les journaux appartenant à sa famille.

En juin 1927, la ville de Mons érige une plaque commémorant la libération de la ville par le Corps d'armée canadien. À cette occasion, les adversaires de Currie en profitent pour s'interroger à nouveau sur les derniers jours des combats de la guerre. Le Port Hope Evening Guide dirigé par Garnet Hughes est le fer de lance de cette nouvelle attaque, Currie porte plainte en diffamation. Pour sa défense, il indique avoir suivi les ordres du Commandant suprême des forces alliées Ferdinand Foch à poursuivre les forces allemandes et avoir recommandé à ses troupes de progresser avec prudence pour éviter les pertes inutiles. À la fin du procès, le jury condamne le journal à verser 500 $ de dommages et intérêts.
Retourné à la vie civile en 1920, il accepte le poste de recteur de l'université McGill.
Il occupe cette fonction jusqu'à sa mort.
Arthur Currie meurt à Montréal le 30 novembre 1933 .
Il est inhumé le 5 décembre suivant au cimetière Mont-Royal.

## Honneurs

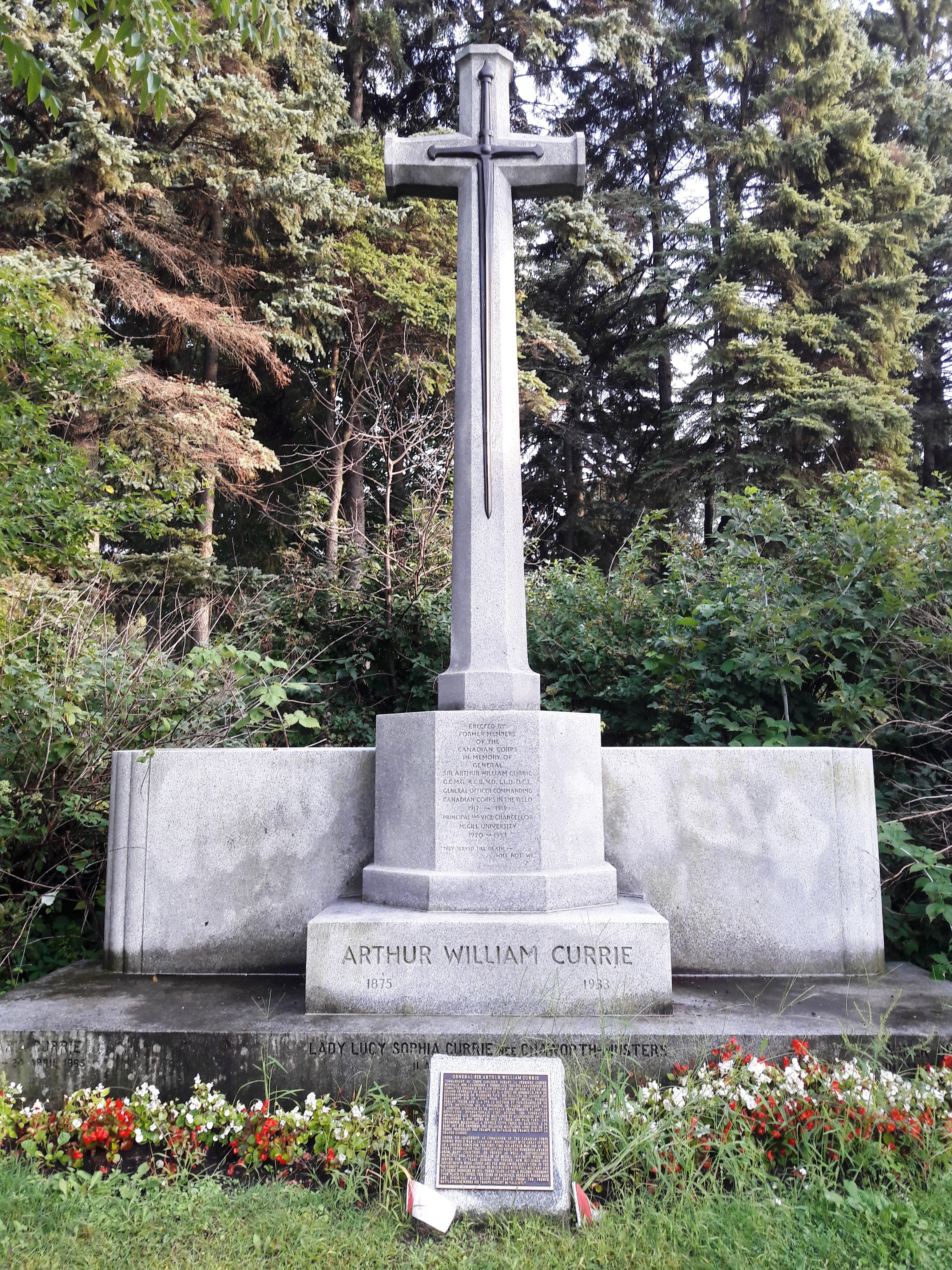
Monument funéraire au Général Currie (cimetière du Mont Royal à Montréal)

### Distinctions britanniques
Ordre du Bain (Compagnon en 1915, Chevalier Commandeur en 1918).

 Ordre de Saint-Michel et Saint-Georges (Chevalier en 1917, Chevalier grand-croix en 1919).

### Distinctions étrangères
Commandeur de la Légion d'honneur (1915, France)
 Croix de guerre 1914–1918, palme de bronze (France)
 Croix de guerre (Belgique)
 Chevalier de l'ordre de la Couronne (Belgique)
 Army Distinguished Service Medal (États-Unis).

### Hommages
- En 1919, la General Currie Elementary School est construite à Richmond, en Colombie-Britannique.
- La Caserne Currie, à Calgary, inaugurée en 1933, l'année de sa mort, a été nommée en son honneur.
- En 1934, un an après sa mort, Currie est désigné comme un personnage historique national du Canada. En 1938, une plaque commémorative est inaugurée.
- L'édifice Currie et le Hall Currie au Collège militaire royal du Canada à Kingston, en Ontario, sont nommés en son honneur. Les armoiries de la famille Currie sont sculptées dans le calcaire à l'extérieur de l'édifice Currie.
- À l'université de Victoria, un immeuble de logement sur le campus est nommé Sir Arthur Currie.
- Au mess des officiers du Canadian Scottish Regiment, le fauteuil préféré de Sir Arthur Currie est réservé au commandant du régiment.
- Dans sa ville natale de Strathroy, en Ontario, la section locale de la Légion royale canadienne porte son nom.
- À l'université McGill, son héritage est au Gymnase Currie et à l'Institut neurologique de Montréal sous Wilder Penfield.
- Une salle d'histoire de son ancienne école secondaire, Strathroy District Collegiate Institute, est nommée en son honneur.
- La rue Victoria, où il a vécu avant la Grande Guerre, est rebaptisée Arthur-Currie-Lane.
- En 2006, le Canada honore Currie comme l'un des quatorze héros canadiens au Monument aux Valeureux, il est l'un des cinq personnes représentées par une statue grandeur nature.